# تسجيلات فنلندا الرئيسية
تسجيلات فنلندا الرئيسية (بالفنلندية: Suomen virallinen lista) و (بالسويدية: Finlands officiella lista) و (بالإنجليزية: The Official Finnish Charts)‏ هي عرض لأكثر التسجيلات شهرة من الأغاني والألبومات في فنلندا، يتم عرضها كل أسبوع من قبل أوليسراديو، وقد تم تأسيسها في سنة 1991.

## وصلات خارجية
- الموقع الرسمي